# Debora Agreiter
Debora Agreiter, née le 25 février 1991 à Bressanone en Italie, est une fondeuse italienne.

## Biographie
En activité dans les courses officielles à partir de 2007, elle dispute les Championnats du monde junior entre 2008 et 2011, obtenant aon meilleur résultat individuel en 2010 avec une neuvième place à la poursuite. 
Membre des Carabinieri, elle fait ses débuts en Coupe du monde en mars 2011 à Lahti et marque ses premiers points pour le classement général en novembre 2011 à Sjusjøen (26e). Quelques semaines plus tard, elle finit son premier Tour de ski, avec en prime une douzième place sur la dernière étape.
En 2012 et 2013, elle décroche trois médailles aux Championnats du monde des moins de 23 ans, dont deux en argent sur le skiathlon.
Dans les grands événements, elle a pris part aux Championnats du monde 2013, à Val di Fiemme, obtenant comme meilleur résultat individuel une seizième place sur le dix kilomètres libre et aux Jeux olympiques d'hiver de 2014, à Sotchi, où elle se classe 28e du skiathlon et 16e du 30 km libre.
Agreiter quitte la compétition de haut niveau après la saison 2016-2017. Ayant souffert de nombreuses blessures dans sa carrière sportive, elle commence ensuite des études de médecine à Innsbruck.

## Palmarès

### Jeux olympiques d'hiver
| Épreuve / Édition | Sprint | Sprint                           | 10 km                            | 10 km     | Skiathlon 2 × 7,5 km | 30 km | Relais | Relais   |
| Épreuve / Édition | libre  | classique                        | libre                            | classique | Skiathlon 2 × 7,5 km | 30 km | Sprint | 4 × 5 km |
| JO 2014 Sotchi    | -      | Épreuve inexistante à cette date | Épreuve inexistante à cette date | -         | 28e                  | 16e   | -      | -        |

### Championnats du monde
| Épreuve / Édition           | Sprint                           | Sprint    | 10 km | 10 km                            | Skiathlon 2 × 7,5 km | 30 km | Relais | Relais   |
| Épreuve / Édition           | libre                            | classique | libre | classique                        | Skiathlon 2 × 7,5 km | 30 km | Sprint | 4 × 5 km |
| Mondiaux 2013 val di Fiemme | Épreuve inexistante à cette date | —         | 16e   | Épreuve inexistante à cette date | 31e                  | 24e   | —      | 8e       |

Légende :
- : pas d'épreuve
- — : non disputée par Debora Agreiter

### Coupe du monde
- Meilleur classement général : 46e en 2013.
- Meilleur résultat individuel : 12e.

#### Classements par saison
| Saison    | Classement général final | Classement distance |
| 2011-2012 | 66e                      | 53e                 |
| 2012-2013 | 46e                      | 36e                 |
| 2013-2014 | 70e                      | 61e                 |
| 2015-2016 | 90e                      | 67e                 |

### Championnats du monde des moins de 23 ans
- Médaille d'argent du skiathlon en 2012 à Erzurum.
- Médaille d'argent du skiathlon en 2013 à Liberec.
- Médaille de bronze du dix kilomètres libre en 2013.

### Coupe OPA
- 8e du classement général en 2016.
- 6 podiums, dont 2 victoires.

### Championnats d'Italie
- Championne du 30 km libre en 2012 et 2014[2].